# 롯데손해보험
롯데손해보험은 대한민국의 보험회사이다. 1946년 5월 대한화재로 창립되었으며 2008년 4월 현재 사명으로 변경하였다.